# Светско првенство у синхроном пливању 2011.
Светско првенство у синхроном пливању 2011. одржано је у оквиру Светског првенства у воденим спортовима у Шангају Такмичење је одржано од 17. до 23. јула на базенима Шангајског Оријенталног спортског центра.
У свих седам дисциплина победиле су Рускиње, а најуспешнија такмичарка била је Наталија Ишченко са освојених 6 златних медаља.

## Дисциплине
Такмичење се састојало од 7 дисциплина у женској конкуренцији:
- Појединачно обавезни састав
- Појединачно слободни састав
- Парови обавезни састав
- Парови слободни састав
- Екипно обавезни састав
- Екипно слободни састав
- Екипно комбиновани састав

## Програм
| КВ | Квалификације |  | Финале |

| Дисциплина         | јули        | јули        | јули        | јули        | јули        | јули        | јули        | јули        | јули        |
| Дисциплина         | 17          | 17          | 18          | 19          | 20          | 20          | 21          | 22          | 23          |
| Појединачно        | Појединачно | Појединачно | Појединачно | Појединачно | Појединачно | Појединачно | Појединачно | Појединачно | Појединачно |
| ------------------ | ----------- | ----------- | ----------- | ----------- | ----------- | ----------- | ----------- | ----------- | ----------- |
| обавезни састав    | КВ          | Ф           |             |             |             |             |             |             |             |
| слободни састав    |             |             |             |             | КВ          | Ф           |             |             |             |
| Парови             |             |             |             |             |             |             |             |             |             |
| обавезни састав    | КВ          | КВ          | Ф           |             |             |             |             |             |             |
| слободни састав    |             |             |             | КВ          |             |             |             | Ф           |             |
| Екипа              |             |             |             |             |             |             |             |             |             |
| обавезни састав    |             |             | КВ          | Ф           |             |             |             |             |             |
| слободни састав    |             |             |             |             | КВ          | КВ          |             |             | Ф           |
| комбиновани састав |             |             |             | КВ          |             |             | Ф           |             |             |
| Укупно             | 1           | 1           | 1           | 1           | 1           | 1           | 1           | 1           | 1           |

## Освајачи медаља
| Дисциплина                  | Злато | Злато  | Сребро | Сребро | Бронза | Бронза |
| Појединачно обавезни састав | Наталија Ишченко · Русија | 98,300 | Хуанг Сјуечен · Кина | 96,600 | Андреа Фуентес · Шпанија | 95,300 |
| Појединачно слободни састав | Наталија Ишченко · Русија | 98,550 | Андреа Фуентес · Шпанија | 96,520 | Сун Венјан · Кина | 95,840 |
| Парови обавезни састав      | Наталија Ишченко · Светлана Ромашина · Русија | 98,200 | Хуанг Сјуечен · Љу Оу · Кина | 96,500 | Она Карбонел · Андреа Фуентес · Шпанија | 94,100 |
| Парови слободни састав      | Наталија Ишченко · Светлана Ромашина · Русија | 98,410 | Ђенг Тингтинг · Ђенг Венвен · Кина | 96,810 | Она Карбонел · Андреа Фуентес · Шпанија | 96,500 |
| Екипно обавезни састав      | Русија · Анастасија Давидова · Марија Громова · Елвира Хасјанова · Светлана Колесниченко · Дарија Коробова · Александра Пацкевич · Ала Шишкина · Анжелика Тимањина                                        | 98,300 | Кина · Чанг Си · Хуанг Сјуечен · Ђенг Тингтинг · Ђенг Венвен · Љу Оу · Луо Си · Сун Венјан · Ву Јивен                                               | 96,800 | Шпанија · Клара Басијана · Алба Марија Кабељо · Она Карбонел · Маргалида Креспи · Андреа Фуентес · Тајс Енрикез · Паула Кламбург · Кристина Салвадор                                                     | 96,000 |
| Екипно слободни састав      | Русија · Анастасија Давидова · Наталија Ишченко · Елвира Хасјанова · Светлана Колесниченко · Дарија Коробова · Александра Пацкевич · Ала Шишкина · Анжелика Тимањина · Марија Громова (резерва) ·         | 98,620 | Кина · Чанг Си · Фан Ђачен · Хуанг Сјуечен · Ђенг Тингтинг · Ђенг Венвен · Љу Оу · Луо Си · Ву Јивен · Чен Сјаођун (резерва) · Сун Венјан (резерва) | 96,580 | Шпанија · Клара Басијана · Алба Марија Кабељо · Она Карбонел · Маргалида Креспи · Андреа Фуентес · Тајс Енрикез · Паула Кламбург · Ирене Монтрукијо · Сара Хихон (резерва) · Кристина Салвадор (резерва) | 96,090 |
| Екипно комбиновани састав   | Русија · Анастасија Давидова · Марија Громова · Наталија Ишченко · Елвира Хасјанова · Светлана Колесниченко · Дарија Коробова · Александра Пацкевич · Светлана Ромашина · Ала Шишкина · Анжелика Тимањина | 98,470 | Кина · Чанг Си · Чен Сјаођун · Фан Ђачен · Гуо Ли · Хуанг Суечен · Љу Оу · Луо Си · Сун Венјан · Ву Јивен · Ју Леле                                 | 96,390 | Канада · Женевјев Беланже · Мари-Пјер Будро Гањо · Стефани Дироше · Жо-Ани Фортен · Клое Исак · Стефани Леклер · Трејси Литл · Елиз Маркот · Карин Томас · Валери Велш                                   | 96,150 |

## Биланс медаља
| Медаље земље домаћина |

|    | Држава     | Злато | Сребро | Бронза | Укупно |
| -- | ---------- | ----- | ------ | ------ | ------ |
| 1. | Русија     | 7     | 0      | 0      | 7      |
| 2. | Кина       | 0     | 6      | 1      | 7      |
| 3. | Шпанија    | 0     | 1      | 5      | 6      |
| 3. | Канада     | 0     | 0      | 1      | 1      |
|    | Укупно (4) | 7     | 7      | 7      | 21     |